# Le Petit Vapoteur
Le Petit Vapoteur est une entreprise normande spécialisée dans la vente de cigarettes électroniques.

## Historique
Le Petit Vapoteur est créé en 2010[réf. souhaitée].
En 2014, en parallèle du site internet, Le Petit Vapoteur ouvre son premier magasin à Cherbourg dans la Manche[réf. souhaitée] et lance son unité de production en 2016, pour créer ses propres gammes de liquides à vapoter[réf. souhaitée].
En 2018, l’entreprise ouvre un entrepôt de plus de 6 000 m2. L’entreprise prend la deuxième place du classement Inc. 5000 Europe qui récompense les entreprises européennes ayant connu les plus fortes croissances[réf. souhaitée].  
En avril 2023, l’entreprise devient une société à mission, évolution qui fait suite, selon le Journal du dimanche, à un accent mis sur la « responsabilité sociale, sociétale et environnementale ». L'événement du Black Fairday en fait partie, qui se veut un contre-pied durable au Black Friday. L'entreprise reverse le chiffre d'affaires d'une « journée de solidarité » à une association à but non lucratif. 
L'année suivante, l'entreprise obtient la certification ISO 9001 et passe d'un entrepôt de 6 000 m2 à 10 000 m2.